# أغاريد (اسم)
أغاريد هو اسم علم مؤنث من أصل عربي، ومعناه هو العاقلة الوقورة الرزينة المتمكنة في رأيها ونفسها.

## وصلات خارجية
- موسوعة السلطان قابوس لأسماء العرب